# Fritz Schindlecker
Fritz Schindlecker (* 15. Juli 1953 in Tulln an der Donau, Niederösterreich) ist ein österreichischer Autor.
Nach der Matura 1972 studierte er Sozial- und Wirtschaftsgeschichte und Germanistik in Wien und München. Er lebt in Langenlebarn (Niederösterreich) und Lasberg (Oberösterreich). Fritz Schindlecker arbeitet als freier Kabarettautor, Dramatiker und Drehbuchautor. Seine Theaterstücke werden vom proscript Verlag für Bücher und Bühnenwerke vertreten.

## Werke

### Als Kabarettautor
Seit 1983 Sketches, Songs, Szenen und Mikrodramen für Lukas Resetarits, Erwin Steinhauer, Dolores Schmidinger, Kurt Weinzierl u. a.

### Als Dramatiker (Auswahl)
- Nix is fix | Revue mit den Schmetterlingen. Co-Autoren: Erika Molny, Christine Nöstlinger, Peter Turrini und Heinz R. Unger. Wiener Burgtheater, 1985
- Als Teenager träumten | Revue mit Peter Kraus und Sabine Kopera. Wiener Metropol, 1985
- Vorwärts in die Fifties | Revue mit Peter Kraus und Sabine Kopera. Wiener Sofiensäle, 1987
- Alles Walzer | Revue mit Marianne Mendt, Dolores Schmidinger, Otto Schenk, Erwin Steinhauer u. a. Co-Autorin: Erika Molny. Regie: Erwin Steinhauer. Wiener Kammerspiele, 1988
- Aufruhr in Krampanien | Fantasyposse. Co-Autor: Ferdinand Rieder. Musik: Arthur Lauber. Regie: Ludwig Kaschke. Rabenhof Theater, Wien 1990
- Lisa und die Frösche | Kindermusical. Musik: Arthur Lauber und Friedmann Katt. Regie: Ludwig Kaschke, Stadttheater Baden und Stadttheater Aachen, 1993
- Der Steuerfahnder | Komödie nach Motiven von Nikolai Gogols Der Revisor. Regie: Hanns Christian Müller. Münchner Volkstheater, 1998. Österreich-Premiere mit Dolores Schmidinger, Roland Düringer und Andreas Vitásek. Regie: Ludwig Kaschke. Festspielhaus St. Pölten, 1998
- 4 nach 40 | Posse mit Gesang. nach einer Idee von Leo Bauer und Fritz Schindlecker. mit: Eva Maria Marold, Steffi Paschke, Gerold Rudle, Reinhard Nowak. Musik: Erich Buchebner. Regie: Leo Bauer. Wiener Metropol, 2005
- Der Hypochonder | Farce. Regie: Heiner Zaucher. Kleine Komödie Kärnten im ORF-Theater Klagenfurt, 2007
- Das ist die Höhe! | Posse mit Gesang. nach einer Idee von Leo Bauer und Fritz Schindlecker. mit: Doris Hindinger, Gery Seidl und Joesi Prokopetz. Musik: Marque. Regie: Leo Bauer. Wiener Metropol, 2007
- Regiearbeiten: Joesi Prokopetz: „Bitte nicht schießen“ (Salzburger Stier 2009) und: Joesi Prokopetz: „Übrigens! Aber das nur nebenbei!“

### Bearbeitungen
- Der Schützling | von Johann Nestroy. Couplets und Quodlibets. mit: Franz Morak und Fritz Muliar. Regie: Achim Benning. Wiener Burgtheater, 1989
- Der Talisman | von Johann Nestroy. Couplets und Quodlibets. mit: Robert Meyer, Regina Fritsch, Erika Pluhar und Sylvia Lukan. Regie: Achim Benning. Wiener Burgtheater, 1993
- Einen Jux will er sich machen | von Johann Nestroy. Couplets und Quodlibets. mit: Karlheinz Hackl, Branko Samarovski. Regie: Achim Benning. Wiener Burgtheater, 1996
- Arbeitslose | von Rolf Hochhuth. kabarettistische Rahmentexte. Regie: Guido Huonder. Salzburger Landestheater, 1999
- Der Zigeunerbaron | von Johann Strauss. Librettobearbeitung gemeinsam mit Regisseurin Dolores Schmidinger. Lehár Festival Bad Ischl, 2008
- Der Vogelhändler | von Carl Zeller. Librettobearbeitung gemeinsam mit Regisseurin Dolores Schmidinger. Landestheater Linz, 2008

### Als Fernsehautor (Auswahl)
- Game over | Comedy mit Johnny Melville. Co-Autor: Helmut Grössing. Regie: Peter Sämann. ORF, 1984 (Österreichischer Beitrag zur Goldenen Rose von Montreux)
- Der Sonne entgegen | Fernsehserie mit Erwin Steinhauer und Towje Kleiner. Folgen 7–12. Headwriter: Gerald Gam. Regie: Gottfried Schwarz. ORF/ARD, 1985
- Vom Glück verfolgt | 6-teilige Fernsehserie mit Peter Hofer. Co-Autorin: Silke Schwinger. Regie: Wolf Dietrich. ORF/ARD, 1988
- Der letzte Sommer | TV-Spiel mit Ernie Mangold, Jaromír Borek und Kurt Sowinetz. Regie: Peter Sämann. ORF, 1988
- D.O.R.F. | Kabarettserie. Co-Autor: Lukas Resetarits. Regie: Peter Sämann. ORF, 1988/89 (Österreichischer Beitrag zur Goldenen Rose von Montreux)
- Peters Musikrevue | Showserie mit Peter Kraus. Regie: Kurt Ponkratz. RTL, 1991/92
- Aufgspielt wird | Wienerlied-Serie mit Erika Mottl und Karl Merkatz. Regie: Herbert Grunsky. ORF, 1992
- Der Weissenthaler | SitCom-Serie mit Erwin Steinhauer. Co-Autor: Ferdinand Rieder. Regie: Erwin Steinhauer. ORF, 1993/94
- Der Killer-Keiler | Folgenbuch der Serie Drei Jungs zum Verlieben. Regie: Peter Kraus. RTL, 1994
- De Luca | Comedyserie. Headwriter. Regie: Leo Bauer. ORF, 2001/02
- Montagskipferl | Comedyserie mit Steinböck & Rudle. Headwriter. Regie: Werner Eksler. Premiere Austria, 2003
- Novotny und Maroudi | SitCom-Serie mit Andreas Vitásek und Michael Niavarani. Creators: Bauer/Schindlecker. Headwriter. Regie: Leo Bauer. ORF, 2005–07
- Die Lottosieger | serielle Fernsehkomödie. Creator, Headwriter. Stoffentwicklung: Bauer/Hackstock/Schindlecker. Regie: Leo Bauer. ORF, 2009

### Als Buchautor
- Jakob Mustafa – Das Vermächtnis des Chronisten. Historischer Roman., Haymon, Innsbruck-Wien 2014, ISBN 978-3-85218-958-1
- Sissi, Stones und Sonnenkönig: Geschichten unserer Jugend, gemeinsam mit Erwin Steinhauer, Residenz Verlag, Salzburg/Wien 2016, ISBN 978-3-7017-3382-8
- Wir sind super! Die österreichische Psycherl-Analyse, gemeinsam mit Erwin Steinhauer, Ueberreuter Verlag, Wien 2016, ISBN 978-3-8000-7654-3
- Heinz Fischer und die Zweite Republik – Eine Graphic Novel, gezeichnet von Reinhard Trinkler, Ueberreuter Verlag, Wien 2016, ISBN 978-3-8000-7655-0
- Fröhliche Weihnachterl: Eine schöne Bescherung, gemeinsam mit Erwin Steinhauer, Ueberreuter Verlag, Wien 2017, ISBN 978-3-8000-7676-5
- Türme, die zum Himmel ragen, mit Robert Dorner, Ueberreuter Verlag, Wien 2018, ISBN 978-3-8000-7701-4
- Urlaubsgeschichten und Reisesachen, gemeinsam mit Joesi Prokopetz, Verlag Carl Ueberreuter, Wien 2018, ISBN 978-3-8000-7708-3
- Aufgedeckt! Trinkgenuss und Tafelfreuden, gemeinsam mit Erwin Steinhauer, Ueberreuter Verlag, Wien 2019, ISBN 978-3-8000-7732-8
- Lukas Resetarits – Krowod: Erinnerungen an meine Jugend, gemeinsam mit Lukas Resetarits, Carl Ueberreuter Verlag, Wien 2022, ISBN 978-3-8000-7800-4